# Astragalus chamissonis
Astragalus chamissonis är en ärtväxtart som först beskrevs av Julius Rudolph Theodor Vogel, och fick sitt nu gällande namn av Karl Friedrich Carlos Federico Reiche. Astragalus chamissonis ingår i släktet vedlar, och familjen ärtväxter. Inga underarter finns listade i Catalogue of Life.